# 535 (číslo)
Pět set třicet pět je přirozené číslo. Následuje po čísle pět set třicet čtyři a předchází číslu pět set třicet šest. Římskými číslicemi se zapisuje DXXXV a řeckými číslicemi φλε.

## Matematika
535 je:
- Deficientní číslo
- Poloprvočíslo
- Nešťastné číslo

## Astronomie
- (535) Montague je planetka hlavního pásu, kterou v roce 1904 objevil Raymond Smith Dugan

## Roky
- 535
- 535 př. n. l.